# بايرون ن. سكوت
بايرون ن. سكوت هو محامي وسياسي أمريكي، ولد في 21 مارس 1903 في كونسول غروف في الولايات المتحدة، وتوفي في 21 ديسمبر 1991 في Sun City, Menifee, California ‏ في الولايات المتحدة. نشط حزبياً في الحزب الديمقراطي. وقد انتخب عضو مجلس النواب الأمريكي.